# Bandera del Puerto Viejo de Algorta
La Bandera del Puerto Viejo de Algorta (Algortako Portuzaharra Ikurriña en euskera) fue una competición de remo, de la especialidad de traineras que tuvo lugar en el abra de la Ría de Bilbao (Vizcaya) entre los años 1978 y 2020, organizada por el Club de Remo Guecho siendo puntuable para la liga ARC.

## Historia
Se celebró una primera edición en el año 1978 y una segunda en el año 1998 y será a partir del año 2005 y hasta el 2020 cuando se disputen todos los años. Las regatas se disputaron en el abra de la Ría de Bilbao. A partir de la temporada 2006 estuvieron incluidas en el calendario de pruebas de la Liga ARC, bien sea en el grupo 1 (temporadas 2010 y  2011) o en el grupo 2 el resto de temporadas; categorías en la que bogó la trainera del Club de Remo Guecho, organizador de la prueba, ya que la Liga ARC exige a los clubes que participan en dichas competiciones la organización de al menos una regata.
En la temporada 2020 y debido a las restricciones provocadas por la pandemia de COVID-19, la Liga ARC reorganizó las regatas y, por ello, se disputaron sendas regatas para cada grupo de la Liga ARC.
La boya de salida y meta se situó frente al Puerto Viejo de Algorta, del que toma su nombre, y la baliza frente a los acantilados de La Galea, con las calles dispuestas en sentido noroeste en paralelo a la costa. Las pruebas se realizaron por el sistema de tandas por calles, a cuatro largos y tres ciabogas con un recorrido de 3 millas náuticas que equivalen a 5556 metros en categoría masculina.

## Historial
| Edición | Año         | Ganador                 | Segundo           | Tercero                          |
| ------- | ----------- | ----------------------- | ----------------- | -------------------------------- |
| -       | 1978        | Kaiku                   | Algorta           | San Juan                         |
| -       | 1979 - 1997 | no disputadas           | no disputadas     | no disputadas                    |
| -       | 1998        | Guecho (Raspas-Algorta) | Isuntza           | Santoña                          |
| -       | 1999 - 2004 | no disputadas           | no disputadas     | no disputadas                    |
| II      | 2005        | Getaria                 | Zumaya            | Zierbena                         |
| III     | 2006        | Kaiku                   | Portugalete       | Urola Kosta (Zumaya B-Zarautz B) |
| IV      | 2007        | Portugalete             | Castro-Urdiales B | Hernani                          |
| V       | 2008        | Astillero               | Orio B            | La Maruca                        |
| VI      | 2009        | Deusto                  | Guecho            | Trintxerpe                       |
| VII     | 2010        | Camargo                 | Isuntza           | Santurtzi                        |
| VIII    | 2011        | Santurtzi               | Portugalete       | Zierbena                         |
| IX      | 2012        | Trintxerpe              | Orio B            | Arkote                           |
| X       | 2013        | San Pedro B             | Fuenterrabía B    | Mundaka                          |
| XI      | 2014        | Deusto                  | Zarautz           | Fuenterrabía B                   |
| XII     | 2015        | Fuenterrabía B          | Castreña          | Arkote                           |
| XIII    | 2016        | Oiartzun                | Arkote            | Hibaika                          |
| XIV     | 2017        | Lapurdi                 | Donostiarra B     | Elantxobe                        |
| XV      | 2018        | Camargo                 | Donostiarra B     | Santoña                          |
| XVI     | 2019        | Castreña                | Guecho            | Orio B                           |
| XVII    | 2020        | Pedreña                 | Getaria           | Deusto                           |
| XVII    | 2020        | Lapurdi                 | Portugalete       | Castreña                         |

## Palmarés
| Victorias | Club                    | Años       |
| --------- | ----------------------- | ---------- |
| 2         | Kaiku                   | 1978, 2006 |
| 2         | Deusto                  | 2009, 2014 |
| 2         | Camargo                 | 2010, 2018 |
| 2         | Lapurdi                 | 2017, 2020 |
| 1         | Guecho (Raspas-Algorta) | 1998       |
| 1         | Getaria                 | 2005       |
| 1         | Portugalete             | 2007       |
| 1         | Astillero               | 2008       |
| 1         | Santurtzi               | 2011       |
| 1         | Trintxerpe              | 2012       |
| 1         | San Pedro B             | 2013       |
| 1         | Fuenterrabía B          | 2015       |
| 1         | Oiartzun                | 2016       |
| 1         | Castreña                | 2019       |
| 1         | Pedreña                 | 2020       |